# أوجين تراين
أوجين تراين (بالفرنسية: Eugène Train) هو مهندس معماري فرنسي، ولد في 25 مايو 1832 في تول في فرنسا، وتوفي في 20 سبتمبر 1903 في آنسي في فرنسا.